# La Pobla de Montornès
La Pobla de Montornès è un comune spagnolo di 1 522 abitanti situato nella comunità autonoma della Catalogna.